# Eucelatoria elongatum
Eucelatoria elongatum är en tvåvingeart som först beskrevs av Cortes och Campos 1974.  Eucelatoria elongatum ingår i släktet Eucelatoria och familjen parasitflugor. Inga underarter finns listade i Catalogue of Life.